# Kódosztásos többszörös hozzáférés
A kódosztásos többszörös hozzáférés (angolul Code Division Multiple Access, röviden CDMA) a multiplexelés egy formája (és nem egy modulációs séma) és a többszörös hozzáférés egy lehetséges megvalósítása, amely nem osztja a csatornát idő alapján, mint a TDMA, vagy frekvencia alapján, mint a FDMA, hanem az adatokhoz csatornánként speciális kódokat rendel, és kihasználja a konstruktív interferencia tulajdonságot a multiplexeléshez. CDMA használatos még a digitális cellás telefonrendszerekben, mint többszörös csatorna-hozzáférési rendszer, amelynek az úttörője a Qualcomm volt, és az eljárás W-CDMA néven ismert.
A CDMA a második világháborúban az angolok által kifejlesztett katonai technológián alapul, amit a szövetségesek rádióadásaik német zavarása, ill. lehallgatása ellen terveztek. A szövetségesek úgy döntöttek, hogy használják ezt a megoldást, és nem csak egy, hanem több frekvencián is küldték az üzeneteket, megnehezítve ezzel a németeknek a zavarást és az összes jelzés lehallgatását.
A CDMA-eljárást több kommunikációs rendszer használja, ideértve a globális helymeghatározó rendszert, a GPS-t és az OmniTRACS műholdas távközlési rendszert, amelyet a szállítmányozásban használnak. A későbbi fejlesztések, amelyeket szintén a Qualcomm mérnökei végeztek, kifejlesztették a lágy átadás (lásd később) technológiáját és a gyors teljesítményszabályzást, amelyek szükségesek voltak, hogy a CDMA a gyakorlatban is egy praktikus, hatékony technológia legyen a földi cellás kommunikáció területén.

## A CDMA története
Lásd: direct-sequence spread spectrum (DSSS).

## Használata a mobiltelefóniában
Számos, a CDMA megvalósításával kapcsolatos kifejezés használatos mind a mai napig. Az eredeti, a Qualcomm által kidolgozott újdonság IS–95 néven volt ismert, ahol IS az Interim Standard (belső szabvány) rövidítése, amelyet a Telecommunications Industry Association (TIA) adott ki. Az IS–95-re gyakran hivatkoznak, mint 2G vagy második generációs cellás szabvány. A szabványt még a kidolgozó cég neve után Qualcomm-szabványként is ismerik, és 2G CDMA szabványnak is nevezik.
Néhány módosítás és kiegészítés után, az IS–95 alapján megjelent a IS–2000 szabvány. Ezt a szabványt úgy jelentették be, hogy bizonyos részeiben már megfelel az IMT–2000 által megadott 3G, harmadik generációs cellás átviteli szabványnak. A szabvány egy része, az 1xRTT, amely egyszerűen csak a „1 times Radio Transmission Technology” (1-szeres rádióátviteli technológia) vált ismertté, és azt mutatta, hogy az új technológia (IS–2000) ugyanazt az 1,25 MHz-es megosztott csatornát használja, mint amit az IS–95 is használt. A korszerűbb, 3xRTT-nek nevezett technológia három, 1,25 MHz-es vivőt használ 3,75 MHz-es sávszélesség mellett, ami megenged magasabb adatlöketet egy egyéni felhasználónak, de ez a 3xRTT technológia a kereskedelemben nem terjedt el. Végül, a Qualcomm kidolgozott egy új, CDMA-alapú technológiát, amit Evolution-Data Optimized- / 1xEV-DO-nak neveztek, vagy IS–856-nak, ami biztosította az IMT–2000 által megkövetelt nagyobb adatcsomagátviteli rátát, és jobban megfelelt a vezeték nélküli hálózati elvárásoknak.
A Qualcomm CDMA rendszere nagyon pontos időzítéseket igényel (általában egy GPS-vevőt alkalmaznak egy cella bázisállomásán referenciaóraként), ezért a CDMA-alapú cellás telefonok órái a legkihasználtabb rádiós órák a számítógépes hálózatokban. A cellán belüli referenciaóra fő előnye, hogy nem kell a helyes épületen belüli működéshez egy külső GPS-antennát telepíteni az épületekre.
Gyakran összekeverik a CDMA-t a W-CDMA-val. Bár a CDMA-technikát mint alapelvet használja a W-CDMA rádió interfésze, és ezt az interfészt használják a globális 3G szabványok UMTS és a NTT DoCoMo által kidolgozott japán 3G szabvány, a FOMA, és a Vodafone; ennek ellenére, a CDMA szabványcsalád (beleértve az cdmaOne-t és a CDMA2000-t) nem kompatibilis a W-CDMA szabványcsaláddal.

## Technikai megvalósítása

### Matematikai alapok
A CDMA alapvetően az ortogonalitáson, mint matematikai tulajdonságon alapul.
Tegyük fel, hogy egy adat jelet mint vektort ábrázoljuk. Például, a bináris „1011” jelsorozatot a (1, 0, 1, 1) vektor ábrázolja. A vektornak adhatunk nevet, amire a vastagított betűket fogunk használni, például a. Használjuk a következőkben a vektorok között a jól ismert „pontműveletet”, ami a skalár eredményt adó vektor „szorzása” vektorral művelet, amely végül az elemek szorzatainak összegét adja eredményül. Például, vegyük az (1, 0, 1, 1) és (1, –1, –1, 0) vektorok skaláris szorzatát (dot product), aminek az eredménye (1)(1)+(0)(–1)+(1)(–1)+(1)(0)=1+–1=0 lesz. Ha az a és a b vektorokat a „pontművelettel” összeszorozzuk, és ennek az eredménye 0, akkor azt mondjuk, a két vektor ortogonális, magyarul: merőleges egymásra.
A „pontszorzásnak” számos tulajdonsága van, de a CDMA működésének megértéséhez csak a következő tulajdonság a lényeges: az a, b, c vektorokra:
{\displaystyle \mathbf {a} \cdot (\mathbf {b} +\mathbf {c} )=\mathbf {a} \cdot \mathbf {b} +\mathbf {a} \cdot \mathbf {c} ,\quad \mathrm {} } és
{\displaystyle \mathbf {a} \cdot k\mathbf {b} =k(\mathbf {a} \cdot \mathbf {b} ).}
Nagyon fontos, hogy az a.a négyzetgyöke egy valós szám. Ezt a következő alakban írhatjuk le:
{\displaystyle ||\mathbf {a} ||={\sqrt {\mathbf {a} \cdot \mathbf {a} }}.}
Tegyük fel, hogy az a és a b vektorok ortogonálisak. Ekkor:
{\displaystyle \mathbf {a} \cdot (\mathbf {a} +\mathbf {b} )=||\mathbf {a} ||^{2}\quad \mathrm {mivel} \quad \mathbf {a} \cdot \mathbf {a} +\mathbf {a} \cdot \mathbf {b} =||a||^{2}+0,}
{\displaystyle \mathbf {a} \cdot (-\mathbf {a} +\mathbf {b} )=-||\mathbf {a} ||^{2}\quad \mathrm {mivel} \quad -\mathbf {a} \cdot \mathbf {a} +\mathbf {a} \cdot \mathbf {b} =-||a||^{2}+0,}
{\displaystyle \mathbf {b} \cdot (\mathbf {a} +\mathbf {b} )=||\mathbf {b} ||^{2}\quad \mathrm {mivel} \quad \mathbf {b} \cdot \mathbf {a} +\mathbf {b} \cdot \mathbf {b} =0+||b||^{2},}
{\displaystyle \mathbf {b} \cdot (\mathbf {a} -\mathbf {b} )=-||\mathbf {b} ||^{2}\quad \mathrm {mivel} \quad \mathbf {b} \cdot \mathbf {a} -\mathbf {b} \cdot \mathbf {b} =0-||b||^{2}.}

### Megvalósítása

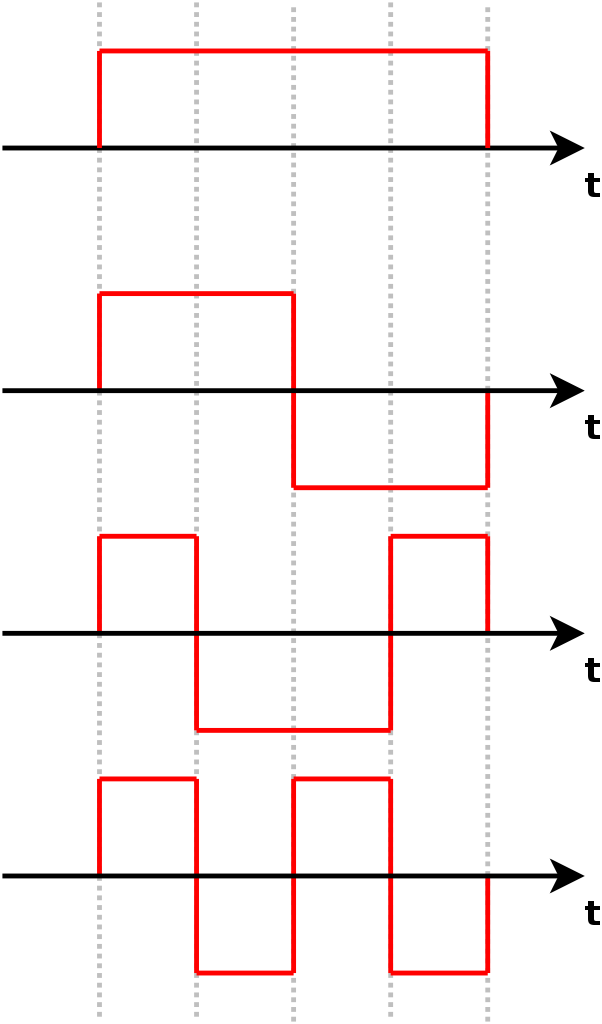
Példa 4 ortogonális digitális jelre.

Tegyük fel, hogy adott a vektorok egy olyan halmaza, amelyben a vektorok kölcsönösen ortogonálisak. Általában ezek a vektorok – az egyszerű dekódolás miatt – speciálisan megszerkesztettek, Walsh-mátrixok sorai vagy oszlopai, és úgynevezett Walsh-függvényekkel szerkeszthetők – de a legfontosabb matematikai megkötés, hogy a vektoroknak ortogonálisoknak kell lenniük. A jobb oldalon lévő ábra 4 egymással ortogonális digitális jelre mutat példát. Tételezzük most fel, hogy a halmazból kiválasztunk egy vektort, legyen ez v, és legyen ez az úgynevezett „küldővektor”, vagy ahogyan a CDMA-eljárásban nevezik, töredékkód (chip sequence). Rendeljük a 0 számjegyhez a –v vektort, és az 1 számjegyhez a v vektort. Például, ha v=(1,–1), és a bináris vektor (1, 0, 1, 1) akkor eredményül a (1,–1,–1,1,1,–1,1,–1) vektort kapjuk. Az eljárással létrehoztuk az átvitt vektort.
Minden küldőnek van egy egyedi, a halmazból származó vektora, de az átvitt vektor létrehozása ugyanúgy (a fentieknek megfelelően) történik.
Most kap szerepet a fizikai interferencia: amikor két jel azonos fázisban van, akkor a két jel „összeadódik”, és az eredményjel amplitúdója a két jel amplitúdójának összege lesz, míg ha a jelek ellenkező fázisban vannak, akkor az eredendő amplitúdó az eredeti amplitúdók különbsége, a jelek „kivonódnak” egymásból. Digitális jeleknél ezt úgy modellezhetjük, hogy az átvitt vektorokat elemenként összeadjuk. Így, esetünkben van két küldő, akik egy időben küldenek, az egyik az (1, –1) chipkóddal az (1, 0, 1, 1) adatvektort, a másik az (1, 1) chipkóddal küldi a (0,0,1,1) adatvektort, az eredővektor pedig a két átvitt vektor összege lesz, azaz az eredendő átviteli vektor (1,–1,–1,1,1,–1,1,–1)+(–1,–1,–1,–1,1,1,1,1)=(0,–2,–2,0,2,0,2,0).
Tegyük fel, a vevő megkapta a fenti jelet, és szeretné dekódolni, hogy mit küldött az adó a (1,–1) chipkóddal. A vevő az előzőekben ismertetett matematikai műveletet, a „pontszorzást” alkalmazza a vett jel részeire. Először veszi a vett jel első két jegyét, ami esetünkben (0, –2). Végrehajtja a műveletet: (0, –2).(1, –1) = (0)(1)+(–2)(–1) = 2. Az eredmény pozitív, tehát a küldött számjegy (bit) az 1 volt. Veszi a következő két vett számjegyet (–2, 0), (–2, 0).(1,–1)=(–2)(1)+(0)(–1)=–2. Az eredmény negatív, ezért a küldött számjegy a 0 volt. Az eljárást folyamatosan ismételve megkapja a vevőoldal, hogy a (1,–1) chipkóddal a küldött adatvektor az (1, 0, 1, 1) volt.
Ugyanígy, a fenti eljárást alkalmazhatjuk az (1, 1) chipkóddal: (1, 1).(0,–2) = –2 adja a 0 számjegyet, (1, 1).(–2,0)=(1)(–2)+(1)(0)=–2 adja a 0 számjegyet, és így tovább, végül megkapjuk, hogy az (1, 1) chipkóddal küldött adatvektor a (0, 0, 1, 1) volt.
De van egy gond, amit az egész, matematikailag jól felépített eljárást használhatatlanná teszi. Tételezzük fel, hogy a küldők (adók) közül az egyik magasabb szinten ad, mint a másik. Ekkor a kritikus ortogonalitási tulajdonság megsemmisül, a rendszer hibázik. Ezért a teljesítményerősség-ellenőrzés az egyik legfontosabb gond a CDMA-átvitelnél. A TDMA- vagy FDMA-vevőnél – elméletileg teljesen közömbös a bejövő jel erőssége, – technikai értelemben természetesen nem – de visszautasíthatnak a vártnál erősebb jeleket egy időszeleten belül vagy egy frekvenciacsatornán. Ez a CDMA-ra nem igaz; részlegesen utasíthat csak vissza nem várt jelet. Ha valamelyik vagy az összes nem várt jel sokkal erősebb, mint a megkívánt jelerősség, akkor azok figyelmen kívül hagyhatók. Ez a helyzet vezetett egy akármilyen CDMA-rendszerekkel kapcsolatos általános követelményhez, hogy illeszteni kell a jelek változó teljesítményszintjeit a vevő által észlelt szinthez. Egy CDMA-cellában a bázisállomás egy gyors, zárt hurkú teljesítményszabályzó rendszert használ, pontos szabályzással külön minden mobilállomás által sugárzott jel teljesítményére.
Tételezzük fel, hogy az átviteli csatorna zaja miatt egy nulla bit más értéket kap. Ez ismét oda vezet, hogy az ortogonalitási tulajdonság sérül, ezért szükséges egy előremutató hibajavítás (forward error correction – FEC) kódolás extra szintje, amit a gyakorlatban alkalmaznak is.
Végül, tételezzük fel, hogy a CDMA időzítései teljesen rendben vannak, ami azt jelenti, hogy az adó pontosan akkor adja a chipkód hosszának többszörösének megfelelő adatokat, amikor kell. A valóságban a legpontosabb órának is van pontatlansága, ezért ez nem érhető el. A CDMA minden megvalósítása szórt spektrumú erősítési eljárást használ, hogy megengedje a vevőknek a nem várt jelek visszautasításának lehetőségét. A várt chipkódnak és időzítésnek megfelelő jeleket a vevő veszi, míg az eltérő chipkódú jeleket (vagy a megfelelő kódokkal, de eltérő időzítéssel érkező jeleket) szélessávú zajnak tekinti, és az erősítési eljárás alkalmazásával próbálja csökkenteni.
A CDMA legnagyobb előnye a TDMA- és a FDMA-eljárásokkal szemben az, hogy a lehetséges CDMA-kódok száma gyakorlatilag végtelen. Ez azt jelenti, hogy a CDMA-eljárás ideális nagyon nagy számú résztvevő által, rendszertelen időközökben generált, viszonylag kis forgalomnál, és elkerülhető vele a folyamatos overhead, amit a korlátozott számú ortogonális időszelet vagy frekvenciacsatorna kiosztása és felszabadítása jelent az egyes állomások között. A CDMA-adók egyszerűen csak elküldik a mondanivalójukat, „eltűnnek a levegőből”, ha nincs mondanivalójuk.

### A lágy átadás
A lágy átadás, (angolul soft handoff vagy soft handover) egy kicsit furcsán hangzó kifejezés, pedig ezt a fejlesztést alapvetően a CDMA-technológia használata tette lehetővé, és nélküle a mobiltelefónia sokkal kevéssé lenne hatékony. Ez a furcsa kifejezés arra a technológiára vonatkozik, ami lehetővé teszi egy mobilállomás két bázis állomás közötti zavarmentes átadását, ha a mobilállomás a két (vagy több) cella határán van. A megoldás biztosítja a jelek folyamatos minőségét és az átadási eljárás egyszerűségét a CDMA-módszert használó rendszernél.
A TDMA-rendszerben, vagy egy analóg rendszerben minden cella a saját frekvenciáját használja, amelynek – nyilvánvalóan – el kell térnie a szomszédos cella által használt frekvenciától. Ha a mobilegység eléri annak a cellának a határát, ami eddig kiszolgálta, akkor
meg kell szakítania a kapcsolatot az eddigi kiszolgáló cellával,
meg kell találnia a szomszédos cella által használt frekvenciát,
gyorsan rá kell hangolnia a rádiórészét erre a frekvenciára, és fel kell vennie a kapcsolatot a cella bázisállomásával.
Ha nem találja meg a mobilállomás a szomszédos cella által használt frekvenciát, és nem tud kellően gyorsan ráhangolni, akkor az aktuális kapcsolat megszakad.
A CDMA alkalmazásakor a szomszédos cellák ugyanazt a frekvenciát használják átvitelre, a cellák (vagy bázisállomások) megkülönböztetésére egy „PN offset”-nek (PN-eltolás) nevezett szám szolgál, ami egy időeltolást jelent s a jól ismert álvéletlen zajként jelentkezik a bázisállomás által kisugárzott szélessávú jelben. Mivel minden cella (bázisállomás) azonos frekvencián dolgozik, a rádiófrekvenciás jel figyelése, és abból a PN-eltolás felismerése egy digitális jelfeldolgozási folyamat, nem szükséges külön áthangolás egy másik frekvenciára, és ott egy adás/vételi folyamat.
Amikor egy CDMA-t használó mobil mozog a hálózatban, felismeri a szomszédos cella különböző PN-eltolását, és méri a jelerősséget. A jelerősséget jelenti az őt kiszolgáló cellának (általában ez az erősebb jelű cella). Ha a szomszédos cella jele elegendően erőssé válik, a mobil „tesz egy lépést”, és a másik cella (esetleg cellák) felé kezd el forgalmazni, amelyek képesek kezelni a forgalmat, és megszakítja a forgalmazását az őt eddig kiszolgáló cellával. Hasonlóképen, ha cella jele túl gyenge, akkor a mobil „visszalép” az előző cellához. Ezzel a megoldással a mobilállomás celláról cellára haladhat anélkül, hogy a kapcsolatot egyszer is meg kellene szakítania.
Amikor eltérő szolgáltató, vagy alhálózat váltás miatt szükséges az adás/vételi frekvencia megváltoztatása, akkor a CDMA-mobilállomás a TDMA-, ill. az analóg technológiákban megszokott kemény átadási (hard handoff) eljárást hajt végre, ami megszakítja a folyó kapcsolatot, megpróbálja a kapcsolatfelvételt az új bázisállomással, és az eddig használt frekvencia szabaddá válik, a mobil egy másik frekvenciatartományra tér át.

## CDMA jellemzői
- Keskenysávú üzenetküldés többszörözve egy szórt, szélessávú jellel vagy álzajkóddal
- Minden felhasználónak van egy saját álzajkódja (pseudonoise code – PN code)
- Lágykapacitás-korlát: a felhasználószám növekedése minden felhasználónak együttesen romló teljesítményt okoz
- Cellafrekvencia-használat: nincs szükség frekvenciakiosztásra a mobilállomások között
- Lágy átadás növeli a kapacitást
- Közel-távol probléma
- Interfészkorlátozás: kisugárzott teljesítmény szabályzása szükséges

## Kapcsolódó szócikk
- GSM